# گرایش جنسی آن‌من‌ناپذیر
گرایش جنسی خودناسازگار (به انگلیسی: Ego-dystonic Sexual Orientation) یک اختلال ذهنی خودناسازگار است و به این معناست که تمایل جنسی یا گرایش جنسی شخص با خود-انگارهٔ مطلوب او در تضاد است و این تضاد منجر به بروز اضطراب و تمایل به تغییر گرایش جنسی یا نیاز به کنار آمدن با گرایش جنسی در شخص می‌شود. این اختلال مستقیماً به خود گرایش جنسی اشاره ندارد زیرا اساساً هیچ‌کدام از گرایش‌های جنسی فی‌نفسه بیماری محسوب نمی‌شوند، بلکه به این معناست که بین گرایش جنسی واقعی فرد با گرایش جنسی ای که مایل است داشته باشد تضاد وجود دارد. این اصطلاح بیشتر در مورد همجنس‌گرایی ناخواسته یا دوجنس‌گرایی ناخواسته به کار می‌رود زیرا بسیاری از همجنس‌گرایان یا دوجنس‌گرایان به دلایل مذهبی، تمایل به ازدواج سنتی یا به علت ننگ و تحقیر اجتماعی که نسبت به افراد همجنس‌گرا وجود دارد، از پذیرش تمایلات همجنس‌خواهانهٔ خود هراس دارند. تلاش برای تغییر رفتار جنسی و گرایش جنسی شخص (تبدیل درمانی) از راه‌هایی است که اکثراً توسط موسسات مذهبی که رفتارهای همجنس‌گرایانه را گناه می‌دانند پیشنهاد می‌شود. مراجع علمی روان‌شناسی که تلاش برای تغییر گرایش جنسی را ناموفق و خطرناک می‌دانند، به عنوان درمان گزینه‌های دیگری مانند مشاوره حمایتی با هدف کمک به مراجعه‌کننده برای کنار آمدن با گرایش جنسی خود، بازسازی هویت جنسی و کاهش اضطراب را پیشنهاد می‌کنند.